# Alyaksandr Dzemidovich
Alyaksandr Dzemidovich (tiếng Belarus: Аляксандр Дземідовіч; tiếng Nga: Александр Демидович; sinh 26 tháng 4 năm 1989) là một cầu thủ bóng đá Belarus. Tính đến năm 2017, anh thi đấu cho Smolevichi-STI mượn từ Neman Grodno.
Anh trai của anh, Vadzim Dzemidovich cũng là một cầu thủ bóng đá.